# Драфт WWE
Драфт WWE (англ. WWE Draft; c 2017 по 2019 год Встряска суперзвезд WWE (англ. WWE Superstar Shake-up)) — это процесс, используемый американским рестлинг-промоушном WWE для обновления состава участников между брендами Raw и SmackDown (2002—2011; 2016—н.в.). Бывший бренд ECW также принимал участие (2006—2009) во время первого деления брендов, пока этот бренд не был расформирован в начале 2010 года. После второго разделения брендов в 2016 году рестлеры из NXT (2016—н.в.) и 205 Live (2019—2022) также имеют право быть призванными на Raw и SmackDown.
Впервые драфт был использован во время деления брендов в 2002 году. Он назывался «Драфт-лотерея WWE» (2004—2005), а затем просто «Драфт» (2007—2011). В 2011 году WWE прекратила разделение брендов. С переходом SmackDown на вторники и прямые трансляции с 19 июля 2016 года WWE вновь представила деление брендов с проведением драфта. С 2017 года по май 2019 года драфт был переименован в «Встряску суперзвезд WWE»; вместо традиционного драфта рестлеры обменивались или перемещались между брендами, а решения принимались за кулисами. С переходом SmackDown на пятничные вечера на канале FOX с 4 октября 2019 года был запланирован второй драфт за год, который вернулся к своему первоначальному названию («Драфт WWE») и вернулся к традиционному формату драфта.

## История
В 2002 году тогдашняя World Wrestling Federation (WWF, ныне WWE) ввела деление брендов, разделив свой состав на два бренда, Raw и SmackDown, представленных одноименными шоу, на которых выступали исключительно их рестлеры. Только неоспоримый чемпион WWF Трипл Эйч и чемпионка WWF среди женщин Джазз не могли быть задрафтованы, поскольку обладатели этих титулов защищали их на обоих брендах; другие чемпионы, однако, могли быть призваны на один из брендов.
| Год  | Бренд                         | Дата              | Примечания |
| ---- | ----------------------------- | ----------------- | --- |
| 2002 | Raw, SmackDown                | 25 марта          | После покупки World Championship Wrestling (WCW) и Extreme Championship Wrestling (ECW), WWF делит свой ростер на два бренда, Raw и SmackDown!. Главный операционный директор WWF Линда Макмэн объявила, что совладельцы брендов — Винс Макмэн (SmackDown!) и Рик Флэр (Raw) проведут выборы рестлеров в свои бренды. Рок был первым выбором для SmackDown!, а Гробовщик — первым выбором для Raw. Стиву «Ледяной глыбе» Остину позволили самому выбирать себе бренд.                                                                                  |
| 2004 | Raw, SmackDown                | 22 марта          | Чтобы продолжить идею лозунга двадцатой Рестлмании: «Где всё начинается с начала», Винс Макмэн решил, что настало время для создания «нового WWE» и был проведён новый драфт. Каждый генеральный менеджер получил по шесть выборов. |
| 2005 | Raw, SmackDown                | 6-30 июня         | В отличие от предыдущих драфтов, которые проводились в течение одной ночи, этот проходил в течение всего июня 2005 года. Каждый генеральный менеджер получил по пять случайных выборов. Во время драфта один из брендов (SmackDown!) лишился титула чемпиона WWE, поскольку его действующий на тот момент обладатель Джон Сина перешёл на бренд Raw. Из-за этого руководство SmackDown! решило создать собственный чемпионский титул, но вскоре отказалось от этой затеи вследствие перехода с Raw на SmackDown! чемпиона мира в тяжёлом весе Батисты. |
| 2006 | ECW, Raw, SmackDown           | 29 мая            | В рамках создания бренда WWE ECW, WWE позволило генеральному менеджеру ECW Полу Хейману выбрать себе по одному рестлеру для своего бренда из Raw и SmackDown!. |
| 2007 | Raw, SmackDown, ECW           | 11 июня           | Это был первый драфт, в котором приняли участие все три бренда WWE. В отличие от предыдущих драфтов, в этом выбор проводили не генеральные менеджеры, а сами рестлеры: драфт проводился как простой выпуск шоу с матчами, но при этом условием матча был выбор бренда (выигравший рестлер сам выбирал бренд, на который он хотел бы перейти). О проекте объявил Шейн Макмэн 28 мая 2007 года, а сам драфт состоялся 11 июня на арене Raw как специальный трёхчасовой выпуск шоу Raw.                                                                   |
| 2008 | Raw, SmackDown, ECW           | 23 июня           | Это был второй драфт, определявший переход его участников на другой бренд в результате матчей. За время драфта бренд сменили три чемпионских титула из-за драфта их обладателей. Проект был представлен 26 мая 2008 года Винсом Макмэном и состоялся 23 июня на спецвыпуске Raw. |
| 2009 | Raw, SmackDown, ECW           | 13 апреля         | 11 февраля 2009 года WWE объявило через свой веб-сайт, что драфт этого года пройдет 13 апреля. Суть этого драфта состояла в проведении матчей, победители которых зарабатывали себе возможность выбрать бренд, на который они перейдут. В общей сложности, во время телевизионных показов бренд сменили 12 борцов. Дополнительный драфт состоялся 15 апреля, в котором приняли участие 24 борца. |
| 2010 | Raw, SmackDown                | 26 апреля         | Руководство арены Ричмонд-Колизеум подтвердило, что на арене пройдет драфт WWE этого года. Драфт прошёл 26 апреля 2010 года. Также, как и на прошлом драфте, участники матчей (а именно те, кто побеждал в них) могли выбирать бренд, на который они переходят. Всего на телевизионном показе участвовали 8 борцов. На дополнительном драфте 27 апреля участвовало 13 борцов. Этот драфт был первым, который прошёл без уже расформированного бренда ECW.                                                                                              |
| 2011 | Raw, SmackDown                | 25 апреля         | 18 апреля 2011 года WWE, USA Network и RBC Center объявили, что драфт этого года будет проведён 25 апреля в Raleigh, штат Северная Каролина. Правила предыдущего драфта повторились на этом, то есть победители матчей получали возможность выбирать бренд, на который они перейдут. На телевидении в драфте участвовали всего 8 борцов. На следующий день WWE.COM вывесило списки прошедших не показанный на телевидении участников дополнительного драфта. Этот драфт стал последним в истории WWE.                                                  |
| 2016 | Raw, SmackDown, NXT           | 19 июля           | 26 мая WWE объявили, что с 19 июля 2016 Smackdown будет идти в прямом эфире. Помимо этого, вернулся и драфт. |
| 2017 | Raw, SmackDown                | 10—11 апреля      | |
| 2018 | Raw, SmackDown, NXT           | 16—17 апреля      | |
| 2019 | Raw, SmackDown, 205 Live, NXT | 15 апреля — 8 мая | |
| 2019 | Raw, SmackDown, NXT, 205 Live | 11—14 октября     | |
| 2020 | Raw, SmackDown, NXT           | 9—12 октября      | |
| 2021 | Raw, SmackDown, NXT           | 1—4 октября       | |

## Драфт чемпионских титулов
Во время проведения драфтов сложилась традиция — при переходе владельцев каких-либо чемпионских титулов из одного бренда в другой титул переходил в этот бренд вместе с ними и закреплялся за ним до следующего драфта.
- В 2002 году титулы WWE Undisputed Championship (Объединенное чемпионство WWE) и WWE Women’s Championship (Женское чемпионство WWE) считались межбрендовыми, однако остальные рестлеры, обладатели других чемпионских титулов были привязаны к одному из брендов (Титулы WWE European Championship и WWE Intercontinental Championship принадлежали Raw, а титулы WWE Cruiserweight Championshiip, WWE Hardcore Champioship и WWE Tag Team Championship принадлежали SmackDown).
- Последствием драфта 2005 года стал переход чемпиона WWE Джона Сины с бренда SmackDown! на бренд Raw. Генеральный менеджер Теодор Лонг из-за того, что его бренд (SmackDown!) остался безтитульным, создал новый титул WWE Heavyweight Championship и закрепил его за брендом.
- В результате драфта 2007 года ECW World Heavyweight Championship чемпион Бобби Лэшли перешёл с бренда ECW на бренд Raw и его титул перешёл вместе с ним и закрепился за брендом.
- В результате драфта 2008 года Мэтт Харди перешёл с бренда Raw на бренд ECW с титулом чемпиона Соединённых Штатов WWE, Triple H перешёл на SmackDown! как чемпион WWE, а Кайн перешёл в Raw с титулом чемпиона ECW.
- В результате драфта 2009 года WWE Unified Tag Team чемпионы команда «Колоны», чемпионка Див Марис, WWE United States чемпион Монтел Вонтевиус Портер и чемпион WWE Triple H перешли со своими титулами на бренд Raw, а чемпионка Женщин WWE Мелина и Интерконтинентальный чемпион WWE Рэй Мистерио на бренд SmackDown.
- В 2011 году в результате драфта обладатель WWE United States Championship Шеймус перешёл на SmackDown! вместе со своим титулом.
- В результате драфта 2011 года все чемпионские титулы WWE стали межбрендовыми, а два главных титула стали разыгрываться с помощью матчей Money in the Bank (на одноименном PPV), смысл которых был в том, что определенное количество реслеров (5-10 человек) сражались за висящий над рингом кейс с контрактом на матч за титул с действующим чемпионом в любое время до следующего Money in the Bank. Всего проводилось два матча в год — один за красный кейс (WWE Championship), а другой за голубой кейс (World Heavyweight Championship). Официально титулы провозгласили межбрендовыми на эпизоде Raw перед Рестлманией 27.
- В 2016 году с возвращением разделения на бренды титулы WWE Championship (Чемпион Мира WWE) Дин Эмброуз и WWE Intercontinental чемпион Миз отправились на бренд Smackdown, а WWE United State чемпион Русев, WWE Woman’s Чемпионка Шарлотт и WWE Tag Team Командные чемпионы Новый День (Биг И, Кофи Кингстон, Ксавье Вудс) отправились на бренд Raw.
- В 2017 в результате встряски брендов Интерконтинентальный чемпион WWE Дин Эмброуз перешел на бренд Raw, а чемпион США WWE Кевин Оуэнс перешел на бренд Smackdown и титулы закрепились за этими брендами.